# Sylvesterova posloupnost
Sylvestrova posloupnost, pojmenovaná po Jamesovi Sylvesterovi, je matematická posloupnost celých čísel definovaná tak, že každý prvek posloupnosti je součinem předcházejících prvků plus jedna.
Formálně se definuje jako
{\displaystyle s_{n}=1+\prod _{i=0}^{n-1}s_{i},}
přičemž nultý člen posloupnosti je 2, jelikož prázdný součin má hodnotu 1. Alternativně může být posloupnost definována i pomocí rekurentního vztahu
{\displaystyle \displaystyle s_{i}=s_{i-1}(s_{i-1}-1)+1,} kde s0 = 2.